# HMS Jackal (F22)
HMS Jackal (F22) là một tàu khu trục lớp J được Hải quân Hoàng gia Anh Quốc chế tạo vào cuối những năm 1930. Trong Chiến tranh Thế giới thứ hai, nó đã phục vụ trong Chiến dịch Na Uy và cuộc Triệt thoái Dunkirk trước khi được bố trí đến Địa Trung Hải vào năm 1941. Jackal đã tham gia Trận Crete, bị hư hại nặng do trúng bom từ máy bay ném bom Không quân Đức, và bị tàu chị em Jervis đánh đắm bằng ngư lôi vào ngày 12 tháng 5 năm 1941.

## Thiết kế và chế tạo
Cùng với những chiếc còn lại của lớp j, Jackal được đặt hàng vào ngày 25 tháng 5 năm 1937. Nó được đặt lườn tại xưởng tàu của hãng John Brown and Company Ltd. ở Clydebank, Scotland vào ngày 24 tháng 9 năm 1937, được hạ thủy vào ngày 25 tháng 10 năm 1938 và nhập biên chế cùng Hải quân Hoàng gia Anh vào ngày 13 tháng 4 năm 1939. Jackal là chiếc tàu khu trục lớp J đầu tiên được hoàn tất.
Vào lúc hoàn tất, Jackal có một dàn pháo chính bao gồm sáu khẩu QF 4,7 in (120 mm) Mark XII bố trí trên ba tháp pháo nòng đôi, gồm hai phía trước và một phía sau. Các khẩu pháo này chỉ có thể năng đến góc 40°, nên chỉ được sử dụng giới hạn trong nhiệm vụ phòng không, trong khi bệ tháp pháo phía sau lại được sắp xếp chỉ để bắn hướng ra phía trước bên trên cấu trúc thượng tầng đổ tối đa hóa hỏa lực bắn ra phía trước, nhưng vì thế lại không có khả năng bắn trực tiếp ra phía sau. Vũ khí phòng không tầm ngắn gồm một khẩu đội QF 2 pounder "pom-pom" phòng không bốn nòng và tám súng máy Vickers.50 inch trên hai bệ bốn nòng. Vũ khí ngư lôi bao gồm mười ống phóng 21 inch (533 mm) trên hai bệ năm nòng.
Trong một nỗ lực nhằm tăng cường hỏa lực phòng không trong chiến tranh, một trong hai dàn ống phóng ngư lôi năm nòng của được tháo dỡ lấy chỗ cho một khẩu QF 4 in (100 mm) Mark V phòng không nòng đơn, và bốn khẩu Oerlikon 20 mm nòng đơn thay thế cho các súng máy Vickers.50.

## Lịch sử hoạt động
Khi Chiến tranh Thế giới thứ hai bùng nổ, Jackal gia nhập Chi hạm đội Khu trục 7 trong thành phần Hạm đội Nhà, thực hiện tuần tra chống tàu ngầm và hộ tống vận tải tại Bắc Hải, eo biển Manche và khu vực Tiếp cận phía Tây trong thời gian còn lại của năm 1939 và những tháng đầu năm 1940. Vào ngày 28 tháng 2 năm 1940, nó bị hư hại nặng do tai nạn va chạm với chiếc tàu buôn Thụy Điển Storfors (vốn bị chìm), và được sửa chữa tại xưởng tàu của hãng Blyth Shipbuilding Company ở Northumberland cho đến tháng 4 năm 1940.
Sau khi được sửa chữa, Jackal được bố trí hỗ trợ cho lực lượng Đồng Minh trong Chiến dịch Na Uy, hộ tống các tàu chuyển quân và tiến hành bắn phá bờ biển, trước khi được chuyển đến Harwich trong thành phần Bộ tổng tư lệnh Nore, làm nhiệm vụ hộ tống vận tải và tuần tra. Vào tháng 7 năm 1940, nó tham gia cuộc triệt thoái Dunkirk. Sau đó nó quay trở lại nhiệm vụ thường lệ hộ tống vận tải và tuần tra. Vào ngày 11 tháng 10, Jackal cùng với thiết giáp hạm HMS Revenge và các tàu khu trục Javelin, Jaguar, Jupiter, Kelvin, Kipling và Kashmir đã bắn phá cảng Cherbourg. Vào ngày 29 tháng 11 năm 1940, Jackal, Javelin, Jupiter, Jersey và Kashmir được bố trí đánh chặn một đợt tấn công của các tàu khu trục Đức Karl Galster, Hans Lody và Richard Beitzen, vốn đưa đến kết quả tàu chị em của Jackal là Javelin, dưới quyền chỉ huy của Lord Louis Mountbatten, bị trúng ngư lôi và hư hại nặng.

### Hạm đội Địa Trung Hải
Vào tháng 4 năm 1941, Jackal được điều sang Hạm đội Địa Trung Hải, và đến tháng 5, nó tham gia thành phần hộ tống cho Chiến dịch Tiger, một đoàn tàu vận tải vận chuyển xe tăng từ Gibraltar đến Alexandria, trước khi được cho tách ra để bắn phá Benghazi cùng với Kelly, Kelvin, Kashmir và Kipling trong đêm 10-11 tháng 5. Vào ngày 20 tháng 5, phía Đức tung ra cuộc nhảy dù nhằm xâm chiếm Crete, và Jackal lên đường ngay ngày hôm sau tìm cách đánh chặn tại khu vực dự kiến đối phương đổ bộ bằng đường biển. Vào ngày 23 tháng 5, Jackal, Kelly, Kelvin, Kashmir và Kipling được bố trí để tấn công lực lượng xâm chiếm Đức, nhưng họ bị máy bay ném bom bổ nhào Đức tấn công, khiến Kelly và Kashmir bị đánh chìm. Jackal đã giúp triệt thoái binh lính khỏi Heraklion và Sphakia vào các ngày 28 và 31 tháng 5, và cuối cùng lực lượng Đồng Minh tại Crete đầu hàng vào ngày 1 tháng 7.
Sau đó Jackal được bố trí để hỗ trợ cho Chiến dịch Exporter, mật danh một nỗ lực của Đồng Minh nhằm chiếm Syria và Liban đang dưới quyền kiểm soát của phe Vichy Pháp. Vào ngày 9 tháng 6, nó và Janus đã đụng độ với các tàu khu trục Pháp thuộc phe Vichy Valmy và Guépard khi các tàu chiến Pháp tấn công lực lượng Australia trên bộ. Cả Jackal lẫn Janus đều bị trúng đạn pháo từ đối phương, khi Janus chịu đựng hư hại đáng kể và Jackal không bị thương vong, trước khi cả hai rút lui về cảng. Nó hình thành nên lực lượng hộ tống cho thiết giáp hạm HMS Barham khi chiếc này bị tàu ngầm Đức U-331 phóng ngư lôi đánh chìm, và Jackal đã giúp vào việc cứu vớt những người sống sót từ chiếc thiết giáp hạm. Đến tháng 12 năm 1941, Jackal bị hư hại nặng bởi các cuộc tấn công của máy bay ném bom-ngư lôi Ý và phải được sửa chữa tại Alexandria cho đến tháng 4 năm 1942.
Vào ngày 10 tháng 5 năm 1942, Chi hạm đội Khu trục 14, bao gồm Jackal, Jervis, Kipling và Lively, khởi hành từ Alexandria để vận chuyển hàng tiếp liệu đang rất cần thiết cho Malta đang bị phong tỏa. Đoàn tàu bị máy bay trinh sát Đức phát hiện vào xế trưa ngày 11 tháng 5, và căn cứ vào mệnh lệnh được ban ra từ đầu nếu như yếu tố bất ngờ đã bị mất, chi hạm đội hủy bỏ chiến dịch và quay trở về. Một đợt tấn công đầu tiên của máy bay đối phương, bao gồm tám chiếc Junkers Ju 88 thuộc Không Đoàn I đặt căn cứ tại Heraklion thuộc Crete, đã bay đến lúc 16 giờ 31 phút, đánh chìm Lively bởi ba quả bom ném trúng đích. Đợt thứ hai bao gồm mười chiếc Ju 88 và bốn chiếc Heinkel He 111 thuộc Không Đoàn II xuất phát từ Eleusis, Hy Lạp, đã tấn công từ 18 giờ 09 phút đến 18 giờ 33 phút, nhưng không gây hư hại nào. Đợt thứ hai bao gồm mười chiếc Ju 88 thuộc Không Đoàn I đã tấn công lúc khoảng 20 giờ 00, và Kipling nhanh chóng bị đánh chìm, trong khi Jackal bị hư hại nặng bởi một quả bom ném trúng đích và ba quả suýt trúng, phóng từ chiếc máy bay ném bom do Gerhard Brenner điều khiển. Jackal được Jervis kéo đi, nhưng chịu hư hại do những đám cháy kéo dài và ngập nước ngày càng tăng, nên nó bị bỏ lại vào sáng ngày 12 tháng 5, và bị đánh đắm bởi ngư lôi phóng từ Jervis. Chín sĩ quan và thủy thủ của Jackal đã thiệt mạng trong trận chiến, trong tổng số thương vong 77 người của cả ba chiếc tàu khu trục.